# Z
Z \ دزيتا \ ‎[dzeːta']‏ الحرف السادس والعشرون من الأبجدية اللاتينية.